# Powiat de Kamienna Góra
Le powiat de Kamienna Góra (en polonais : powiat kamiennogórski) est un powiat appartenant à la voïvodie de Basse-Silésie dans le sud-ouest de la Pologne.

## Division administrative
Le powiat comprend 4 communes :
- Commune urbaine : Kamienna Góra
- Commune urbaine-rurale : Lubawka
- Communes rurales : Kamienna Góra, Marciszów